# Banque malienne de solidarité
La Banque Malienne de Solidarité (BMS-SA) est une entreprise Malienne créée en 2002 à l’initiative de Alpha Oumar Konaré, alors président de la République prenant exemple sur l’expérience de la Tunisie. Cette banque à vocation sociale a comme objectif de lutter contre la pauvreté et le chômage.
Ses activités sont le financement, la coordination, l’appui et l’accompagnement de micro entreprises ou de particuliers, de préférence issus des populations défavorisées. La Banque malienne de solidarité accorde notamment des prêts à des conditions avantageuses (apport personnel réduit, taux d’intérêt inférieurs aux autres banques). C’est également une banque de dépôt.
Lors de l’assemblée générale des actionnaires de la BMS le 5 avril 2013, un résultat d’exploitation net de 1 221 millions de Francs CFA en 2012. Les agences de la BMS des trois capitales régionales du Nord, Kidal, Tombouctou et Gao ont été vandalisées et pillées lors de l’occupation du nord du Mali par le MNLA et les mouvements djihadistes.
La Banque malienne de solidarité possède des agences à Bamako et dans les capitales régionales (Kayes, Koulikoro, Sikasso, Ségou (ville), Mopti, Gao, Tombouctou et Kidal.